# Кюнгютчай
Кюнгютчай, в низовьях Беюккобу (азерб. Küngütçay) — река в Азербайджане, правый приток Айричая. Протекает по территории Шекинского района. Длина реки — 52 км, площадь бассейна — 365 км².

## Описание
Исток Кюнгютчая расположен на южных склонах Главного Кавказского хребта, на высоте 3190 м. Река питается в основном снеговыми и подземными водами. Вода Кюнгютчая используется для орошения. Течёт в общем юго-западном направлении. На реке — населённые пункты Баш-Кюнгют, Баш-Кельдек, Ораван, Бидеиз, Ашагы-Кюнгют, Чапаган и, у устья, Кудурлу.

## Топонимика
Гидроним происходит от названия села Кюнгют (в настоящее время называется Баш-Кюнгют).